# Линден (тауншип, Миннесота)
Линден (англ. Lynden) — тауншип в округе Стернс, Миннесота, США. На 2000 год его население составило 1919 человек.

## География
По данным Бюро переписи населения США площадь тауншипа составляет 66,0 км², из которых 66,0 км² занимает суша, а 4,1 км² — вода (6,20 %).

## Демография
По данным переписи населения 2000 года здесь находились 1919 человек, 642 домохозяйства и 541 семья. Плотность населения —  31,0 чел./км². На территории тауншипа расположено 688 построек со средней плотностью 11,1 построек на один квадратный километр. Расовый состав населения: 99,22 % белых, 0,31 % азиатов, 0,26 % — других рас США и 0,21 % приходится на две или более других рас.  Испанцы или латиноамериканцы любой расы составляли 0,57 % от популяции тауншипа.
Из 642 домохозяйств в 44,5 % воспитывались дети до 18 лет, в 74,9 % проживали супружеские пары, в 4,7 % проживали незамужние женщины и в 15,7 % домохозяйств проживали несемейные люди. 10,6 % домохозяйств состояли из одного человека, при том 2,6 % из — одиноких пожилых людей старше 65 лет. Средний размер домохозяйства — 2,99, а семьи — 3,24 человека.
31,0 % населения — младше 18 лет, 6,8 % — в возрасте от 18 до 24 лет, 31,9 % — от 25 до 44, 24,1 % — от 45 до 64, и 6,1 % — старше 65 лет. Средний возраст — 35 лет. На каждые 100 женщин приходилось 108,1 мужчин. На каждые 100 женщин старше 18 приходилось 107,2 мужчин.
Средний годовой доход домохозяйства составлял 57 765 долларов, а средний годовой доход семьи —  59 259 долларов. Средний доход мужчин —  39 306  долларов, в то время как у женщин — 26 042. Доход на душу населения составил 21 405 долларов. За чертой бедности находились 2,8 % семей и 3,2 % всего населения тауншипа, из которых 2,1 % младше 18 и 2,6 % старше 65 лет.